# Mount Gulaga
Mount Gulaga är ett berg i Australien. Det ligger i regionen Eurobodalla och delstaten New South Wales, i den sydöstra delen av landet, omkring 290 kilometer söder om delstatshuvudstaden Sydney. Toppen på Mount Gulaga är 806 meter över havet, eller 43 meter över den omgivande terrängen. Bredden vid basen är 0,47 km.
Trakten är glest befolkad. Närmaste större samhälle är Narooma, omkring 13 kilometer nordost om Mount Gulaga. 
I omgivningarna runt Mount Gulaga växer i huvudsak städsegrön lövskog. Genomsnittlig årsnederbörd är 1 305 millimeter. Den regnigaste månaden är april, med i genomsnitt 168 mm nederbörd, och den torraste är juli, med 5 mm nederbörd.